# Местная анестезия
Местное обезболивание (местная анестезия) — вид анестезии, сущность которого заключается в блокаде болевых и иных импульсов из области оперативного вмешательства путём прерывания нервной передачи.
Местная анестезия наносится на части тела ниже важных органов, а именно сердца, легких и т.д. Ниже живота будет применяться местная анестезия, то есть человек будет в сознании, но не будет чувствовать боли во время операции. 

## Методы

### Нейроаксиальная (центральная регионарная)
- Субарахноидальная (спинальная) анестезия
- Эпидуральная анестезия
  - Каудальная (сакральная) анестезия — частный случай эпидуральной анестезии на уровне крестца
- Комбинированная спинально-эпидуральная анестезия

### Периферическая регионарная
- Терминальная (поверхностная, аппликационная)

При данном методе осуществляется блокада рецепторов нервных окончаний. Достигается обработкой поверхностей тканей или слизистых растворами местных анестетиков путём смазывания или орошения (чаще используется 10 % раствор лидокаина). Широко распространена в офтальмологии и оториноларингологии, а также при проведении эндоскопических исследований.
- Инфильтрационная

При данном методе осуществляется блокада как рецепторов, так и мелких нервов. Ткани послойно инфильтрируются (пропитываются) раствором местного анестетика с помощью шприца и иглы. Одну из методик подобного вида обезболивания, под названием метод «тугого ползучего инфильтрата», разработал известный советский хирург Вишневский Александр Васильевич. Не рекомендована в гнойной хирургии (нарушение правил асептики), онкологии для операции по поводу злокачественных опухолей (нарушение правил абластики).
- Проводниковая

При данном методе осуществляется блокада нервных стволов и сплетений выше места операции путём введения раствора местного анестетика в близлежащие ткани (периневрально) с последующим его распространением вдоль нервных структур. В отличие от инфильтрационной, время наступления регионарной анестезии отсрочено на некоторое время (до 45 минут, в зависимости от вида анестетика и действий врача).

## Местныеанестетики
В зависимости от химической структуры, разделяются на препараты амидо-амидного ряда и амидо-эфирного.

| Амидо-амиды: - лидокаин (ксилокаин) - прилокаин - мепивакаин - тримекаин (мезокаин) - дубикаин - бупивакаин (маркаин) - этидокаин - артикаин (ультракаин) - ропивакаин (наропин) - левобупивакаин | Амидо-эфиры: - кокаин - прокаин (новокаин) - хлорпрокаин - бензокаин (анестезин) - тетракаин |

## Показания
— небольшие по объему и продолжительности оперативные вмешательства в амбулаторных и стационарных условиях;

— у лиц с противопоказаниями к общей анестезии;

— при манипуляциях, выполняемых в отсутствие врача-анестезиолога специалистами других хирургических специальностей;

— военно-полевые условия.

## Противопоказания
— непереносимость местных анестетиков;

— психические заболевания;

— психомоторное возбуждение;

— ранний детский возраст;

— нарушение функции дыхания (может понадобиться искусственная вентиляция легких);

— операции, требующие введения миорелаксантов для полного расслабления мышц тела и конечностей;

— отказ пациента.

## Местная анестезия в стоматологии

### Виды местной анестезии
- Аппликационная анестезия — в основном используется для обезболивания слизистой при незначительных вмешательствах (например вкол иглы). Для этого используются гели или спреи (лидокаин 10 %, бензокаин 20 %). Анестезия наступает через 2—3 минуты.
- Инфильтрационная анестезия — при этой анестезии анестетик вводится под слизистую или кожу, следовательно обезболивает небольшой участок. С помощью такого способа можно обезболить слизистую, надкостницу, зубы. Жевательные зубы на нижней челюсти у взрослых пациентов с трудом поддаются инфильтрационной анестезии, для них предпочтительнее проводниковая или интралигаментарная.
- Проводниковая анестезия — позволяет обезболить большой участок при малых дозах анестетика. Для этого создаётся депо анестетика непосредственно у нерва (при входе в кость или при выходе из неё), зону иннервации которого необходимо обезболить.
- Интралигаментарная анестезия — с помощью этой анестезии анестетик вводят в круговую связку зуба (на 1 зуб 2—4 инъекции, каждая по 0,2 мл).
- Внутрипульпарная анестезия — инъекция производится в полость зуба, после вскрытия пульпарной камеры. Наступает через несколько секунд.
- Внутрикостная анестезия — вкол иглы осуществляется в губчатую костную ткань после перфорации кортикальной пластинки (бором или специальным перфоратором).

### Показания
- Лечение кариеса, некариозных поражений, пульпита, периодонтита.
- Пародонтологические операции (закрытый и открытый кюретаж, гингивопластика, устранение рецессий десны, направленная тканевая регенерация).
- Протезирование витальных (живых) зубов несъёмными конструкциями (коронками, вкладками, накладками, мостовидными протезами).
- Удаление зубов, имплантация, наращивание костной ткани, зубосохраняющие операции (резекция верхушки, ампутация корня, гемисекция), проведение разрезов при периостите, перикороните, вскрытие абсцессов и флегмон, удаление кист и опухолей.